# Ан-8
Ан-8 (изделие «П», по кодификации НАТО: Camp — «Лагерь») — советский военно-транспортный самолёт, разработанный в середине 1950-х в ОКБ им. О. К. Антонова. Предназначен для перевозки различных грузов, посадочного и парашютного десантирования ВДВ с придаваемой им техникой и вооружением, а также для перевозки раненых.

## История
Мировой опыт боевых действий (война в Корее 1950—1953 гг.) доказал необходимость грузового самолёта большой грузоподъёмности, способного подниматься с неподготовленных полевых аэродромов, преодолевать огромные расстояния, иметь фантастическую грузоподъёмность, а, самое главное, — действовать и продолжать полёт даже при отказе одного двигателя.
Разработка двухдвигательного самолёта Ан-8 началась в АНТК им. О. К. Антонова в январе 1954 года в соответствии с Постановлением СМ СССР № 2922—1251 от 11 декабря 1953 года и приказом МАП № 278 от 23 декабря 1953 года. Ведущим конструктором был назначен А. Я. Белолипецкий. Для работы над проектом в АНТК им. О. К. Антонова был переведён ряд специалистов из других КБ. В апреле 1954 года к ним добавился большой выпуск студентов Харьковского авиационного института. Большую помощь оказал также авиаконструктор Р. Л. Бартини (в частности, им был сконструирован пол грузовой кабины). Предусматривалась разработка машины в двух вариантах — военно-транспортном (изделие «П») и пассажирском (изделие «Н»).
Первоначально предполагалось установить на самолётах двигатели ТВ-2Ф, позже ТВ-2Т. Работы по проекту военно-транспортного самолёта продвигались быстрее, чем пассажирского, а вскоре разработка проекта последнего была вообще приостановлена, в пользу будущего Ан-10 (изделия «У»).
Эскизный проект транспортного самолёта был готов в июле 1954 года. При работе над проектом конструкторам пришлось решить ряд сложных проблем, связанных с десантированием грузов.
25 октября 1954 макетной комиссии заказчика был предъявлен макет с 2 вариантами силовой установки: с турбовинтовым двигателем ТВ-2Т и турбореактивным двигателем АЛ-7.
Затем на Киевском авиационном заводе началось изготовление первого прототипа, которое завершилось в декабре 1955 года. 

Первый полёт Ан-8 совершил 11 февраля 1956 года под управлением лётчиков-испытателей Я. И. Верникова (командир) и В. П. Васина (второй пилот) с аэродрома Святошино. Первая публичная демонстрация самолёта состоялась 18 августа 1956 года, опытный Ан-8 принял участие в воздушном параде над Тушином совместно с другой новинкой советской авиатехники Ту-104.  Со 2 октября по 27 ноября прошли государственные испытания самолёта. На испытаниях была выявлены недостаточные статические устойчивость и управляемость самолёта на посадке при боковом ветре, самопроизвольные автоколебания в прямолинейном полёте, плохая работа двигателей на высотах более 6000 м.
Вместо ТВ-2Т было предложено установить двигатели АИ-20, но их мощности было явно недостаточно. Однако А. Г. Ивченко предложил форсировать АИ-20, доведя его мощность до 5180 л. с. В июле-октябре 1957 года были проведены работы по установке на прототипе двигателей АИ-20Д. Заводские испытания были завершены 21 ноября. Параллельно в АНТК им. О. К. Антонова была доработана конструкция самолёта: на 0,8 м увеличен размах крыла, установлены киль от Ан-10 и противоштопорные интерцепторы, усилен фюзеляж.

## Производство
В том же 1957 году Ташкентский авиационный завод приступил к серийному производству самолёта под обозначением Ан-8. Для обеспечения эффективности производства на заводе был создан филиал АНТК им. О. К. Антонова (приказ ГКАТ от 29 июля 1959 года). Первый серийный Ан-8 вышел из ворот сборочного цеха в августе 1958 года. 20 июня 1959 года начались заводские, а 7 августа — государственные испытания серийного Ан-8. Испытания завершились 30 октября с положительным результатом. В том же году самолёт принят на вооружение ВТА. Но доводка продолжалась и после этого.
Ан-8 серийно производился на Ташкентском авиационном заводе в 1958 — 1961 гг. Всего был выпущен 151 самолёт.

## Эксплуатация
С 1959 года самолёт Ан-8 стал поступать на вооружение военно-транспортной авиации, где эксплуатировался до 1970 года. К этому времени было списано 80 машин, а остальные перешли в подразделения других родов войск и различных министерств. В 1997 году в эксплуатации находилось 5 самолётов в авиакомпаниях России, которые осуществляют коммерческие перевозки в государствах Ближнего Востока, тогда как использование Ан-8 над РФ уже было запрещено. В 2004 году украинское АНТК им. О. К. Антонова отказалось от какой-либо ответственности за состояние ещё находившихся в эксплуатации самолётов, фактически прекратив их легальное использование. Однако в Африке Ан-8 совершали коммерческие рейсы и после этого: в январе 2005 года в ДР Конго потерпел аварию самолёт этого типа. Всего же за годы эксплуатации было потеряно 27 самолётов Ан-8.

## Оборудование
Бомбардировочное вооружение включает в себя осветительные авиабомбы: четыре ФОТАБ-100-80 на кассетных держателях в носовой части обтекателей шасси и шесть ЦОСАБ-10 на держателях в хвостовой части. В состав пушечного вооружения входят: кормовая башня с двумя 23-мм пушками АМ-23, электродистанционная система управления башней и прицельно-вычислительный блок.
В состав оборудования входили фотокамеры для дневных и ночных съёмок.
Десантно-транспортное оборудование обеспечивает размещение личного состава в грузовой кабине и парашютное десантирование, а также крепление грузов и техники и их сброс. Погрузка и разгрузка самоходной техники производятся своим ходом с использованием грузовых трапов (перевозятся на борту), несамоходной — с использованием тросовой системы при помощи тягача или электролебёдки, находящейся вне самолёта.

## Техническое описание
Ан-8 построен по аэродинамической схеме свободнонесущего высокоплана. Конструкция цельнометаллическая. Экипаж самолета состоит из шести человек — двух лётчиков, штурмана, бортрадиста, борттехника и командира огневых установок.
- Фюзеляж типа полумонокок. Сечение фюзеляжа в средней части прямоугольное со скруглёнными углами и закруглённой верхней частью. Фюзеляж конструктивно разделен на четыре отсека: передний герметичный отсек, здесь размещены кабины пилотов, штурмана и сопровождающих; негерметичные грузовой и люковый отсеки; герметичный кормовой отсек с кабиной стрелка. Пол, боковая часть пилотской кабины  в зоне рабочих мест оснащена бронёй толщиной 8 мм. Кресла пилотов имеют 16-мм бронеспинки и 25-мм бронезаголовники.[5]
- Крыло прямое, двухлонжеронное, трапециевидное в плане. Конструктивно состоит из центроплана и отъёмных частей: двух средних и двух консольных. Между лонжеронами крыла расположены топливные баки - 16 в средних частях и 4 в центроплане. Механизация крыла состоит из двухщелевых закрылков с дефлектором, расположенных в средних частях, и двухсекционных элеронов с сервотриммером, расположенных на консольных частях. Элероны оснащены системой стопорения.[5]
- Шасси трёхопорное, состоит из передней двухколесной опоры и двух основных опор с 2-осными тележками. Колёса основных опор тормозные. Передняя опора поворотная. Пневматики низкого давления позволяли самолёту базироваться на грунтовых аэродромах. Опоры шасси убираются назад по полету: передняя в фюзеляж, основные в обтекатели.[5]
- Силовая установка состоит из 2 турбовинтовых двигателей АИ-20Д  мощностью по 5180 э.л.с. с четырёхлопастными флюгируемыми винтами АВ-68Д левого вращения диаметром 5 м. Привод изменения шага винта гидравлический. Топливная система разделена на левую и правую части и закольцована трубопроводами. В левом обтекателе шасси установлен турбоагрегат ТГ-16. В хвостовой части расположен грузовой люк размером 2950×7400 мм. Для погрузки несамоходной техники установлена лебёдка БЛ‑52. Для обеспечения групповой выброски грузов может устанавливаться транспортёр П95‑Т. Запас топлива размещён в 20 крыльевых мягких топливных баках общим объёмом 13080 л. Самолет оснащен системой пожаротушения[6]
- Хвостовое оперение — однокилевое. Горизонтальное оперение состоит из стабилизатора и рулей высоты. Вертикальное оперение это киль, форкиль и руль направления. Рули имеют аэродинамическую компенсацию и весовую балансировку, оснащены триммерами и системой стопорения. Руль направления оборудован пружинным сервокомпенсатором.[5]
- Гидравлическая система — состоит из двух автономных систем: основной и аварийной и обеспечивает уборку и выпуск шасси, торможение колес и поворот передней стойки, открытие и закрытие створок шасси и грузолюка, работу рулевых машин автопилота и стеклоочистителей.[5]
- Электросистема — обеспечивает питанием бортовых потребителей: постоянным  (28,5 В) и переменным однофазным (115 В) и трехфазным (36 В) токами. Система обеспечивает  работу приборов и радиооборудования, запуск двигателей и питание агрегатов топливной системы, выпуск и уборку закрылков, а также задействует стрелковое, бомбардировочное, десантно-транспортное и другое оборудование.[5]
- Управление — смешанное: рулями и элеронами — жёсткое при помощи тяг, закрылками — электродистанционное, стопорением рулей — тросовое.
- Пилотажно-навигационное оборудование — позволяет выполнять полеты в любое время суток в сложных метеорологических условиях, в том числе в автоматическом режиме с помощью автопилота.[5]
- Радиооборудование — обеспечивает двухстороннюю связь между самолетом и землёй, между самолетами и внутрисамолётную связь между членами экипажа. Самолет оснащён системой слепой посадки[5].
- Высотное и кислородное оборудование — обеспечивает нормальные условия работы экипажа на всех режимах полета. Питание экипажа кислородом обеспечивается как в полёте, так и в случае аварийного покидания самолета. На борту находятся пять стационарных кислородных приборов и шесть парашютных.[5]
- Противообледенительное оборудование — состоит из трех систем: воздушно-тепловой - обогрев передних кромок крыла и воздухозаборников двигателей, туннелей маслорадиаторов и боковых стёкол фонарей кабины, электротепловой — обогрев передних кромок киля и стабилизатора, лобовых стекол фонаря кабины летчиков и приёмника воздушного давления, жидкостной — лопастей воздушных винтов.[5]

## Модификации
| Название модели | Краткие характеристики, отличия. |
| --------------- | --- |
| Ан-8            | Предсерийный. Отличался двигателями АИ-20Д, килем от Ан-10. В 1957 году изготовлено 5 самолётов. Первый полёт в декабре 1958 года. |
| Ан-8            | Серийный. Отличался укороченным на 480 мм килем. |
| Ан-8Н           | Пассажирский вариант самолёта, работы были прекращены на стадии натурного макета. Отличался удлинённым герметичным фюзеляжем круглого сечения с салоном на 57 пассажиров. |
| Ан-8П           | Прототип военно-транспортного. Отличался двигателями ТВ-2Т мощностью 6250 э.л. с. с винтами АВ-58, наличием предкрылков. Первый полёт 11 февраля 1956 года. В 1957 году установлены двигатели АИ-20Д. |
| Ан-8ПС          | Поисково-спасательный, предназначался для обнаружения и оказания помощи людям, терпящим бедствие на море или в труднодоступной местности, работа не вышла из стадии эскизного проектирования. Разрабатывался в 1959 — 1964 годах. |
| Ан-8ПЛО (Ан-8М) | Проект противолодочного самолёта. Отличался РЛС «Инициатива-2». Разрабатывался в 1958 — 1964 годах. |
| Ан-8РУ          | Самолёт с пороховыми ускорителями СПРД-159. Взлётная масса увеличена до 42 т. В 1963 году на Ташкентском авиационном заводе переоборудован 1 самолёт. После его катастрофы в 1964 году работы прекратили. |
| Ан-8Т           | Самолёт-топливовоз. Отличался двумя цистернами по 5300 л для топлива и системой пожаротушения в грузовом отсеке. Вместо цистерн могли устанавливаться спецёмкости для окислителя на основе азотной кислоты или для жидкого кислорода. В 1959 году переоборудован 1 самолёт. Из-за проблем пожароопасности и токсичности остался в единственном экземпляре. |
| Ан-8Ш           | Проект самолёта для подготовки штурманов. Отличался 18 рабочими местами штурманов в салоне (2 инструктора и 16 обучаемых). Разрабатывался в 1959-1964 годах. |

## Характеристики
- Первый полет, год 1956
- Начало серийного производства, год 1958
- Размах крыльев, м 37,0
- Длина самолёта, м 30,744
- Высота, м 10,045
- Площадь крыла, м² 117,2
- Размеры грузовой кабины, м
  - длина 11,0
  - ширина (в зоне ниш шасси) 3,6 (2,5)
  - высота (в районе центроплана) 2,9 (2,42)
- Тип двигателя: 2 х АИ-20Д
- Тяга двигателя (э.л. с.): 2 х 5180
- Масса пустого: 24,3 т.
- Нормальная взлётная масса: 38,0 т.
- Максимальная взлётная масса: 41,0 т.
- Максимальная полезная нагрузка: 11,0 т. (или 40 парашютистов)
- Дальность полёта, км
  - с максимальной нагрузкой 850 км.
  - перегоночная 4410 км.
- Максимальная скорость: 520 км/ч
- Крейсерская скорость: 450 км/ч
- Практический потолок: 9600 м.
- Разбег: 775 м
- Пробег: 590 м
- Экипаж, чел: 5-6

## Катастрофы
Всего было потеряно 27 самолётов типа Ан-8.
| Дата       | Бортовой номер 8340205 | Место катастрофы | Жертвы | Краткое описание |
| ---------- | ---------------------- | ---------------- | ------ | --- |
| 14.10.1959 | н.д.                   | близ Тулы        | н.д.   | Борт № 8340205 ВВС СССР. Разбился при заходе на посадку близ села Рыдомо. При посадке не вышла одна из опор шасси. Ан-8 (зав. № 9340407) 374-го ВТАП, в которой погиб экипаж командира эскадрильи майора Ф. Л. Парфенова (спастись удалось только хвостовому стрелку ефрейтору А. М. Фесюну). Причиной этой трагедии стало самопроизвольное стопорение руля высоты при заходе самолёта на посадку в момент выпуска закрылков. Памятник жертвам авиакатастрофы находится на Всехсвятском кладбище Тулы, ул. Льва Толстого, рядом с Братскими захоронениями 1941. |
| 14.08.1963 | н.д.                   | близ Укурея      | н.д.   | Борт ВВС СССР. Разбился при заходе на посадку днём в сложных метеоусловиях, по неустановленной схеме снижения. Столкнулся с сопкой. |
| 04.10.1963 | н.д.                   | близ Новгорода   | 5/6    | Борт ВВС СССР. Экипаж выполнял полёт на десантирование с пятиминутным интервалом между самолётами на одной высоте. В результате ошибки догнал и столкнулся с впереди летящим самолётом. Самолёт упал в районе деревни Высокое Чудовского р-на. |
| 13.04.1964 | 41                     | близ Кировабада  | 6/6    | Борт ВВС СССР. Разбился при пересечении Главного Кавказского хребта во время ночных полётов в сложных метеоусловиях. |
| 16.09.1964 | 55517?                 | Гостомель        | 7/7    | Опытный Ан-8РУ с реактивными ускорителями. Разбился при взлёте в ходе испытаний. |
| 25.01.1965 | н.д.                   | Кировабад        | 6/6    | Борт ВВС СССР. Разбился. При заходе на посадку потеря продольной управляемости при довыпуске закрылков при обледеневшем стабилизаторе. |
| 23.01.1966 | н.д.                   | Аэродром Лахта   | 25/25  | Борт ВВС ВМФ. Разбился при заходе на посадку из-за обледенения. |
| 16.12.1966 | 22                     | близ Чирчика     | 6/7    | Борт ВВС СССР. При заходе на посадку ночью в условиях плохой видимости столкнулся с землёй с выпущенными шасси с недолётом до ВПП и загорелся. Самолёт перевозил груз боеприпасов. Выжил бортмеханик, получивший ожоги. |
| 10.10.1975 | 69316                  | Свердловск       | н.д.   | Пожар двигателя при взлёте, потерял управление. |
| 20.01.1976 | н.д.                   | Азербайджан      | н.д.   | Борт ВВС СССР. Разбился. Пункт вылета — Аджикабул (Кази-Магомед). Пункт назначения — Баку (Насосная). Обрыв части левого закрылка. |
| 30.08.1977 | 48094                  | близ Братска     | 7/7    | Отказ авиагоризонтов в ночном полёте, вошёл в пике и разрушился в воздухе. |
| 30.03.1978 | 20                     | близ Ступино     | 6/6    | Борт ВВС СССР. Разбился при взлёте. Учебно-тренировочный полёт. |
| 09.08.1979 | 69314                  | Домодедово       | 2/10   | При посадке разрушились шасси, самолёт загорелся. |
| 03.1980    | 27205                  | Арсеньев         | н.д.   | При рулении отказали тормоза, выкатился с лётного поля. |
| 15.06.1983 | 69336                  | близ Харькова    | н.д.   | Пожар двигателя в полёте. Разбился при попытке посадки на аэродром Сокольники. |
| 27.09.1988 | 48101                  | близ Козельска   | 5/5    | Пожар двигателя в ночном полёте из-за утечки топлива, самолёт упал в лес. |
| 20.11.1988 | 26183                  | Ереван           | н.д.   | После посадки экипаж по ошибке убрал шасси. |
| 11.11.1990 | 69320                  | Новосибирск      | 9/10   | Останов двух двигателей на предпосадочном планировании |
| 16.05.1991 | 13330                  | Иркутск          | 1/7    | При заходе на посадку самопроизвольно зафлюгировался винт двигателя № 1. |
| 29.10.1992 | 69346                  | Чита             | 14/14  | Остановились оба двигателя при заходе на посадку — на 19 и 13 км (кончился керосин — взяли больше груза за счёт меньшего кол-ва топлива — экипаж знал и молчал), упал в 1,6 км от ВПП. |
| 29.10.1992 | 13323                  | Ереван           | 0/8    | Приземлился за 150 метров до ВПП. |
| 29.09.1994 | 59504                  | Элиста           | 0/24   | Пожар в грузовом отсеке, повреждение гидросистем. Аварийная посадка. |
| 30.09.1994 | 27209                  | Чайбуха          | 8/20   | Не смог оторваться от ВПП и упал в овраг в 2,5 км от неё. Ошибка экипажа. |
| 06.12.1994 | D2-FVA                 | Дундо            | 0/6    | На разбеге самолёт снесло с ВПП и он врезался в ЛЭП. |
| 12.03.1998 | EL-ALE                 | Могадишо         | н.д.   | Повреждён до степени списания. |
| 19.04.2000 | TL-ACM                 | Пепа             | 24/24  | Борт ВВС Руанды. Разбился после столкновения с птицами. Экипаж из России. |
| 22.01.2005 | EL-WVA                 | Конголо          | 0/10   | Во время захода на посадку врезался в дом за 100 м до ВПП. |